# Reformismo centrista
Na Coreia do Sul, o reformismo centrista ou reformismo moderado (em coreano: 중도개혁주의; hanja: 中道改革主義; RR: Jungdogaehyeokjuui) é uma ideologia política que faz parte da tradição centrista do país. A ideologia é similar ao centrismo radical.

## História
Na Coreia do Sul, quando o sistema presidencial eletivo foi conquistado através do levante democrático de 1987, era necessária uma ideologia alternativa além da antiga ditadura militar ou outros modelos de autoritarismo. Em particular, partidos próximos ao Partido Democrata (em coreano: 민주당계 정당) que estavam assumindo uma posição contrária à ditadura, conservadora liberal ou democrática liberal, também alcançaram a democratização política processual por meio de uma emenda constitucional direta e se dividiram em duas siglas. Com a busca por uma nova alternativa ideológica distinta das dos partidos políticos existentes, a ideologia proposta como alternativa veio a ser o "jungdogaehyeok" ou reformismo centrista. Conceitos semelhantes já existiam antes, mas foi no início da década de 1990 que a ideologia emergiu para valer, principalmente devido ao estabelecimento e adoção da terceira via pelo ex-presidente dos EUA, Bill Clinton, e pelo ex-primeiro ministro do Reino Unido, Tony Blair.
O primeiro partido a adotar o "jungdogaehyeok" como sua principal ideologia foi o liberal conservador Partido Democrático da Paz (평화민주당) (1987–1991). Já quando o também liberal conservador Congresso Nacional para Novas Políticas (새정치국민회의) foi fundado em 1995, enfatizou ser "conservador moderado" (온건 보수; hanja: 穩健保守) mais do que um adepto do "jungdogaehyeok" para ganhar mais apoio de conservadores. No entanto, desde do governo liberal e mais à esquerda de Roh Moo-hyun, o termo não tão é usado.
Em 2016, o Partido Popular (국민의당) apresentou oficialmente "jungdogaehyeok" como sua ideologia principal.